# Herbert Matschinski
Herbert Matschinski (* 21. März 1918; † 20. oder 21. Jahrhundert) war ein deutscher Fußballspieler.

## Karriere
Matschinski war als Stürmer für Eintracht Braunschweig von 1940 bis 1944 aktiv. In der Finalrunde der Deutschen Meisterschaft 1942/43 bestritt er bis zum Ausscheiden seiner Mannschaft im Achtelfinale zwei Spiele, dabei erzielte er beim 5:1 im Erstrundenspiel gegen Victoria Hamburg zwei Tore. In der Finalrunde der Saison 1943/44 spielte er im verlorenen Erstrundenspiel gegen Wilhelmshaven 05. Im Tschammerpokal in den Jahren 1941, 1942 und 1943 schied er mit der Mannschaft jeweils in der ersten Runde aus.
1949/50 kehrte Matschinski vom Helmstedter SV noch einmal zur Eintracht zurück und bestritt acht Spiele mit zwei Toren in der Oberliga Nord.